# Psechrus ghecuanus
Psechrus ghecuanus är en spindelart som beskrevs av Tord Tamerlan Teodor Thorell 1897. Psechrus ghecuanus ingår i släktet Psechrus och familjen Psechridae. Inga underarter finns listade i Catalogue of Life.